# Payback (2015)
Payback (2015) foi um evento de luta livre profissional produzido pela WWE e transmitido em formato pay-per-view e pelo WWE Network, que ocorreu em 17 de maio de 2015, no Royal Farms Arena na cidade de Baltimore, Maryland. Este foi o terceiro evento da cronologia do Payback, o quinto pay-per-view de 2015 no calendário da WWE e o quarto a estar disponível gratuitamente para novos assinantes do WWE Network.
Ao todo, foram realizados nove combates de livre luta profissional (dois deles ocorreram no pré-show), que produziram um supercard. No evento principal, Seth Rollins derrotou Randy Orton, Roman Reigns e Dean Ambrose para manter o seu Campeonato Mundial dos Pesos-Pesados da WWE. Nos combates preliminares, a New Day (Big E e Kofi Kingston) venceu Tyson Kidd e Cesaro para reter o Campeonato de Duplas, bem como John Cena derrotou Rusev em uma luta "I Quit" para manter o Campeonato dos Estados Unidos.
No geral, o evento recebeu críticas favoráveis de sites especializados. Foi notado a regularidade de bons combates ao longo da noite, mesmo nenhum tendo realmente se destacado. De todos, os que receberam mais elogios foram aqueles que envolveram defesas de títulos, em especial o confronto pelo Campeonato Mundial dos Pesos-Pesados, cujo foi majoritariamente escolhido como o melhor da noite.

## Antes do evento
Payback teve combates de luta profissional de diferentes lutadores com rivalidades e histórias pré-determinadas, que se desenvolveram no Raw, SmackDown e Main Event — programas de televisão da WWE, tal como nos programas transmitidos pela internet - Superstars e NXT. Os lutadores interpretaram um vilão ou um mocinho seguindo uma série de eventos para gerar tensão, culminando em várias lutas.

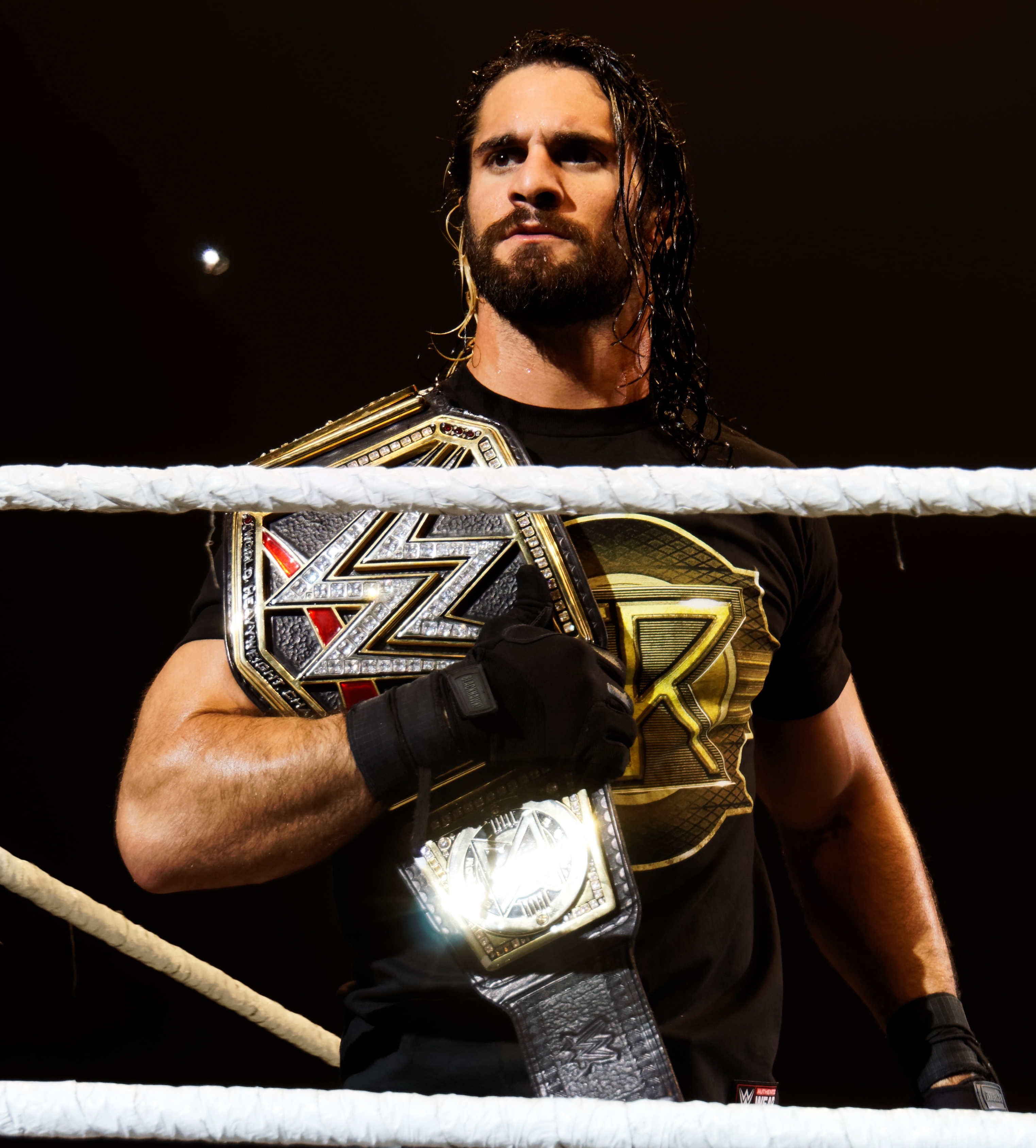
Seth Rollins foi obrigado a defender o Campeonato Mundial dos Pesos-Pesados da WWE contra três oponentes no Payback.

No Raw de 27 de abril, o diretor de operações da WWE, Kane, anunciou que o público decidiria o desafiante pelo Campeonato Mundial dos Pesos-Pesados da WWE de Seth Rollins no Payback através de uma votação no WWE App. Kane colocou como opções Randy Orton, Roman Reigns ou ambos, que no final do programa foi informado ser a alternativa vencedora, sendo escolhida por 78% das pessoas. Assim, foi confirmado um combate triple threat entre Rollins, Orton e Reigns pelo campeonato mundial da WWE no Payback. Entretanto, na semana seguinte, Kane obrigou Rollins a lutar contra Dean Ambrose com a estipulação de que se este último vencesse, ele seria adicionado ao combate pelo título no evento. Ambrose conseguiu derrotar Rollins, e portanto, foi acrescentado a luta no Payback, tornando-a numa fatal 4-way. No Raw de 11 de maio, o chefe de operações da WWE, Triple H, anunciou que se Rollins perdesse o título no evento, Kane seria demitido de suas funções como diretor.
Na WrestleMania 31 em 29 de março de 2015, John Cena derrotou Rusev para conquistar o Campeonato dos Estados Unidos da WWE. Rusev invocou sua cláusula de revanche no Extreme Rules em 26 de abril, onde foi novamente derrotado por Cena, desta vez em uma luta russian chain. Mais tarde naquele evento, depois de visitar o escritório da Authority (Triple H e Stephanie McMahon), Lana, representante de Rusev, anunciou que este enfrentaria novamente Cena pelo título, agora em um combate "I Quit" no Payback.
Em rivalidades menores que também culminaram em revanches de lutas ocorridas no Extreme Rules, foi anunciado no Raw de 11 de maio que King Barrett enfrentaria Neville, Dolph Ziggler lutaria contra Sheamus e a New Day (Big E, Kofi Kingston e Xavier Woods) defenderia o Campeonato de Duplas da WWE contra os ex-campeões Tyson Kidd e Cesaro em uma luta de duas quedas no Payback. Ainda foi informado no dia 12 de maio que Bray Wyatt enfrentaria Ryback no evento após este sofrer repetidos ataques de seu oponente ao longo dos últimos programas e no SmackDown de 14 de maio que a equipe das Bella Twins (Brie Bella e Nikki Bella) confrontaria a dupla de Naomi e Tamina.

## Evento
| Equipe de transmissão  | Equipe de transmissão             |
| Papel:                 | Nome:                             |
| ---------------------- | --------------------------------- |
| Comentaristas          | John "Bradshaw" Layfield (inglês) |
| Comentaristas          | Michael Cole (inglês)             |
| Comentaristas          | Jerry Lawler (inglês)             |
| Comentaristas          | Carlos Cabrera (espanhol)         |
| Comentaristas          | Marcelo Rodríguez (espanhol)      |
| Anunciadoras de ringue | Eden Stiles                       |
| Anunciadoras de ringue | JoJo                              |
| Painel de discussão    | Booker T                          |
| Painel de discussão    | Byron Saxton                      |
| Painel de discussão    | Corey Graves                      |
| Painel de discussão    | Renee Young                       |
| Repórteres             | Byron Saxton                      |
| Repórteres             | Eden Stiles (pré-show)            |
| Mídias sociais         | Tom Phillips                      |

### Pré-show
Antes do inicio do evento, um pré-show foi transmitido gratuitamente no site da WWE. Em uma luta não anunciada previamente, R-Truth derrotou Stardust após um Lie Detector, conseguindo assim o pin. Na sequência, a dupla de Curtis Axel (também chamado de "Axelmania") e Macho Mandow, anunciados como "The Mega Powers", enfrentaram a Ascension (Konnor e Viktor), que venceram o confronto após aplicarem seu movimento de finalização combinado Fall of Man em Mandow.

### Lutas preliminares
O primeiro combate preliminar envolveu Dolph Ziggler e Sheamus. Em determinado momento, Ziggler conseguiu empurrar o rosto do adversário contra suas nádegas, como vingança do ocorrido no Extreme Rules. Após isso, Sheamus, enfurecido, tentou aplicar seu movimento de finalização, o Brogue Kick, mas falhou. Ziggler, aproveitando-se do erro, realizou seu golpe principal, o Zig Zag em Sheamus; este, porém, conseguiu escapar da contagem. Entretanto, no final da luta, Sheamus aplicou o Brogue Kick em Ziggler, vencendo assim o confronto.
Na luta seguinte, os campeões de duplas da WWE, a New Day (Big E e Kofi Kingston), acompanhados por Xavier Woods, enfrentaram os desafiantes Tyson Kidd e Cesaro (com Natalya os acompanhando) em uma luta de duas quedas. Neste tipo de confronto, é preciso obter duas vezes algum dos métodos de se vencer combates na luta profissional. Kidd e Cesaro rapidamente ganharam a primeira queda após a combinação de um Dropkick de Kidd seguido por um Giant Swing de Cesaro em Kofi, obtendo assim o pin. Porém, Big E e Kofi conquistaram a segunda queda depois de aplicarem seu movimento de finalização Midnight Hour (Diving DDT junto com um Big Ending) sobre Kidd. Na última queda, após Cesaro realizar um Uppercut em Kofi seguido de uma tentativa de contagem, Big E o salvou. Com este caído, Woods entrou no ringue e surpreendeu Cesaro com um pin rápido. O árbitro, não conseguindo perceber a irregularidade de Woods, fez a contagem, dando a vitória a New Day.
O terceiro combate da noite envolveu Ryback competindo contra Bray Wyatt. Já no fim da disputa, Wyatt tentou aplicar seu movimento de finalização, o Sister Abigail, mas Ryback conseguiu reverte-lo, transformando o golpe em um Shell Shocked a seu favor. Entretanto, Wyatt conseguiu segurar as cordas do ringue, impedindo a realização do movimento. Em seguida, ele tirou a proteção acolchoada de um dos cantos, conseguindo jogar Ryback neste local, machucando assim as suas costas. Wyatt, aproveitando o momento de distração, aplicou desta vez com sucesso o Sister Abigail, obtendo a contagem e consequentemente a vitória.

### Lutas principais

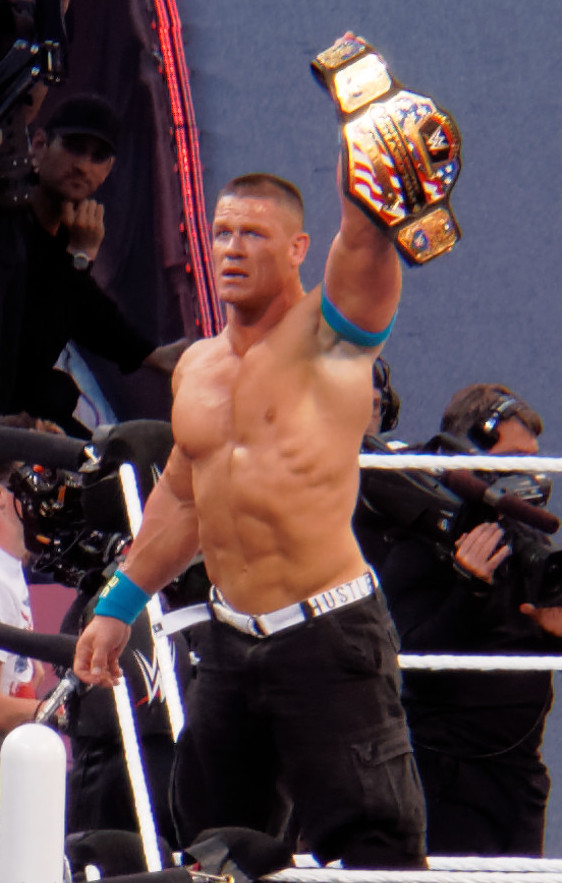
John Cena conseguiu defender com sucesso o seu Campeonato dos Estados Unidos da WWE obrigando Rusev a desistir.

Na luta seguinte, John Cena defendeu o Campeonato dos Estados Unidos da WWE contra Rusev (acompanhado por sua representante, Lana) em um combate "I Quit", onde o único modo de vencer é forçando o oponente a dizer "eu desisto" (I quit). Alguns dos pontos altos durante o confronto incluem o momento em que Cena aplicou seu movimento de finalização Attitude Adjustment em Rusev sobre degraus de metal e quando este primeiro também jogou seu adversário contra as barreiras de proteção da arena; em ambos os casos, Rusev não aceitou desistir. Noutro ponto, os lutadores competiram entre o público, bem como nos bastidores, utilizando objetos como mesas, monitores e grades. Em um destes momentos, Cena lançou Rusev contra a caixa de pirotecnia, causando uma explosão. Já no fim da luta, Rusev trancou Cena com sua submissão Accolade, fazendo-o desmaiar. Entretanto, o árbitro Mike Chioda informou que ele não havia vencido, pois Cena não havia oficialmente desistido. Rusev então buscou uma garrafa de água e tentou reanima-lo. Ele ainda desamarrou a primeira corda do ringue para novamente aplicar o Accolade, porém foi surpreendido por Cena que reverteu o movimento em sua submissão STF, também usando a corda. Rusev, preso na manobra, começou a falar em búlgaro, mas Lana, traduzindo suas palavras, afirmou que ele havia desistido. Assim, árbitro encerrou o combate e Cena manteve seu título.
No quinto confronto do evento, as Bella Twins (Brie Bella e Nikki Bella) lutaram contra Naomi e Tamina, que venceram após Naomi aplicar um Rear View em Nikki. Subsequentemente, Neville enfrentou e derrotou King Barrett por contagem, devido a este último se recusar a voltar ao ringue depois da contagem de dez do árbitro. Porém, depois da luta, Barrett tentou atacar Neville, que reverteu a situação, aplicando inclusive seu movimento de finalização Red Arrow para finalizar o segmento.

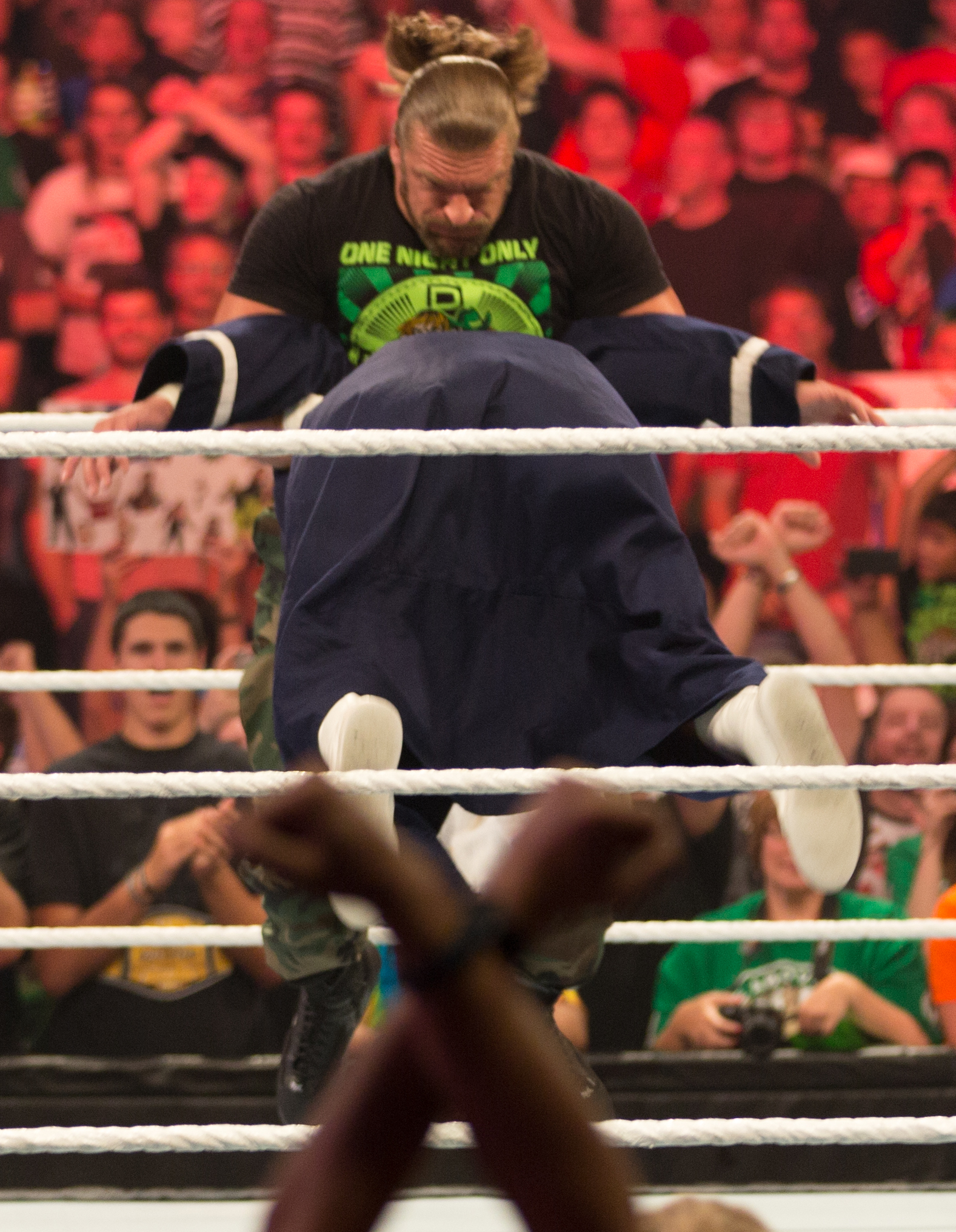
Seth Rollins usou o movimento de finalização de Triple H, o Pedigree (executado na foto), para vencer a luta.

O evento principal do Payback contou com Seth Rollins, acompanhado de seus guarda-costas Jamie Noble e Joey Mercury, defendendo o Campeonato Mundial dos Pesos-Pesados da WWE contra Randy Orton, Roman Reigns e Dean Ambrose em uma luta fatal 4-way, onde o vencedor é o primeiro lutador a conseguir um pinfall ou submissão. Como estipulação extra, se Rollins perdesse o título, Kane seria demitido do cargo de diretor de operações.
Logo no inicio, Noble e Mercury interferiram, atacando Reigns e Ambrose, mas foram rapidamente neutralizados, assim como Kane também tentou ajudar o campeão. Ao longo da luta, cada um dos quatro participantes dominaram por uma parte distinta, chegando perto da vitória. Rollins, Reigns e Ambrose ainda formaram uma aliança para aplicarem um Triple Powerbomb em Orton nas mesas dos comentaristas. Em outro momento, Reigns conseguiu realizar sequencialmente um Superman Punch e um Spear em Ambrose, mas Rollins quebrou a contagem. Este, porém, foi atacado por Reigns com o Superman Punch, o que permitiu a Ambrose aplicar seu movimento de finalização Dirty Deeds. Quando tentou o pin, Kane o impediu e atacou tanto ele como Reigns do lado de fora do ringue; todavia Orton conseguiu escapar entrando no mesmo. Noble e Mercury novamente tentaram interferir, mas sofreram o principal golpe de Orton, o RKO. Ele também tentou aplica-lo em Rollins, mas este o empurrou contra Kane, que acabou sofrendo a manobra. Rollins aproveitou-se da ocasião e surpreendeu Orton aplicando-lhe o movimento característico de Triple H, o Pedigree, para assim obter a vitória.
Após o combate, enquanto Rollins comemorava, Triple H veio até o ringue para cumprimenta-lo e levantar o seu braço, encerrando o evento.

## Recepção
A Royal Farms Arena recebeu um público total de 10.000 pessoas. O evento teve 54.000 compras (excluindo as visualizações através do WWE Network) em pay-per-view, número abaixo das 67.000 vendas do evento do ano anterior. Desses espectadores, 19 mil compras foram feitas nos Estados Unidos, enquanto as outras 35.000 são a soma das vendas internacionais. O Payback ajudou a arrecadar US$ 3,5 milhões na venda de pay-per-views e de 36,6 milhões na comercialização através do WWE Network no segundo trimestre de 2015. Porém, o número de assinantes desta caiu comparado ao registrado em 31 de março de 2015. Na altura, eram 1.327.000 pessoas cadastradas, já em 30 de junho, essa quantidade decaiu para 1.216.000. O DVD do evento foi lançado em 16 de junho de 2015.

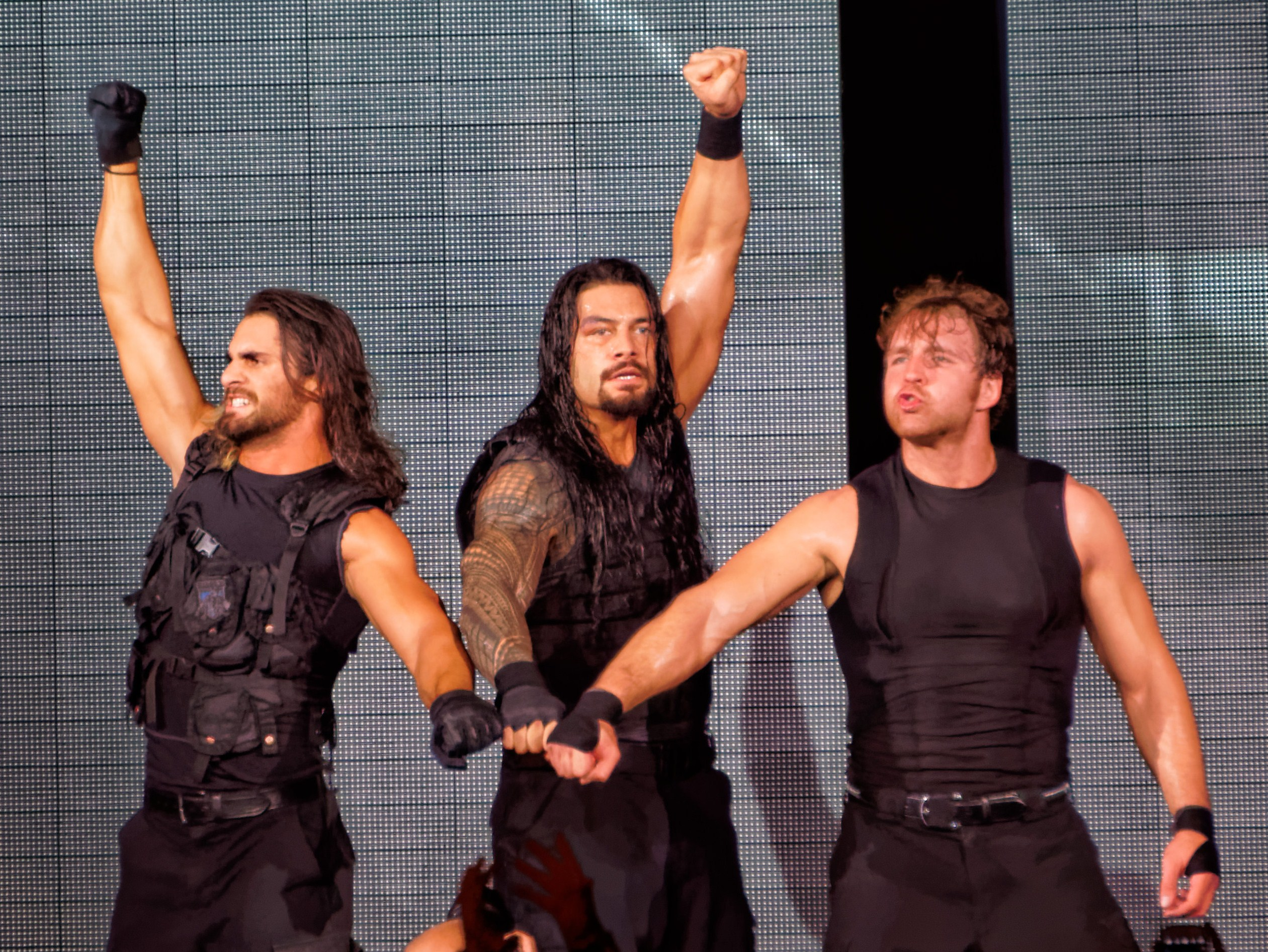
O evento principal, que envolveu os três antigos membros do grupo The Shield – Seth Rollins, Roman Reigns e Dean Ambrose (na foto) – juntamente com Randy Orton, foi a luta mais bem avaliada da noite.

O Payback de 2015 recebeu criticas em sua grande maioria favoráveis. Matthew Asher, escrevendo para a seção de luta livre profissional do site Canadian Online Explorer, avaliou positivamente o show, dando uma nota final de quatro estrelas e meia de cinco, destacando principalmente o evento principal pelo Campeonato Mundial dos Pesos-Pesados da WWE, no qual recebeu cinco estrelas, e o confronto pelo Campeonato de Duplas, cujo foi classificada como quatro estrelas e meia. Os demais combates foram avaliados como "sólidos" ou "descentes", como no caso no confronto feminino. Nolan Howell, também do Canadian Online Explorer, disse que apesar de bons combates, nenhum foi realmente especial e o ritmo imposto ao longo da exibição do show não foi bom. Howell ainda parabenizou o evento principal, escrevendo: "estes quatro [lutadores] tiveram um esforço magistral que fez todo o público se interessar pela luta."
Kenny Herzog, jornalista da revista Rolling Stone, avaliou o Payback de forma mista. Ele começou sua analise dizendo que os fãs "quase morreram de tédio durante certos segmentos, enquanto em outros mantiveram a atenção apenas pelo tempo suficiente para finalmente se decepcionarem". Ele destacou o ódio a New Day mas criticou o final do combate, que segundo ele foi mal executado e Lana ainda foi descrita como sendo mais importante que o próprio Rusev. Herzog gostou do evento principal e de Rollins usar o golpe Pedigree, bem como da união de Ambrose, Rollins e Reigns para aplicar o Triple Powerbomb, mas achou que o fim foi demasiado apressado.
James Caldwell, do Pro Wrestling Torch Newsletter, avaliou o Payback como um bom evento. Ele considerou que todos os confrontos foram consistentes, em especial aqueles que envolveram títulos. Caldwell destacou o trabalho da New Day em gerar antipatia, descrevendo a luta como um "forte combate de duplas, apesar da primeira queda ter sido irrealista"; o analista ainda a classificou com três estrelas e um quarto de um total de cinco. Em relação ao embate pelo Campeonato dos Estados Unidos entre John Cena e Rusev, Caldwell a considerou como a melhor da noite ao avalia-la com quatro estrelas e meia, escrevendo: "batalha épica que foi construída apenas com o caráter dos dois personagens, apresentados como super-atletas, lutando entre si sem ceder. Isso foi uma gerra digna de pay-perview". Por fim, ele notou que a plateia estava amplamente envolvida com o evento principal, dando a este três estrelas e três quartos, mas criticou a decisão de fazer Rollins ganhar com interferência, afirmando: "isso se tornou tão clichê que o público apenas suspira, range os dentes e espera por momentos brilhantes".

## Após o evento

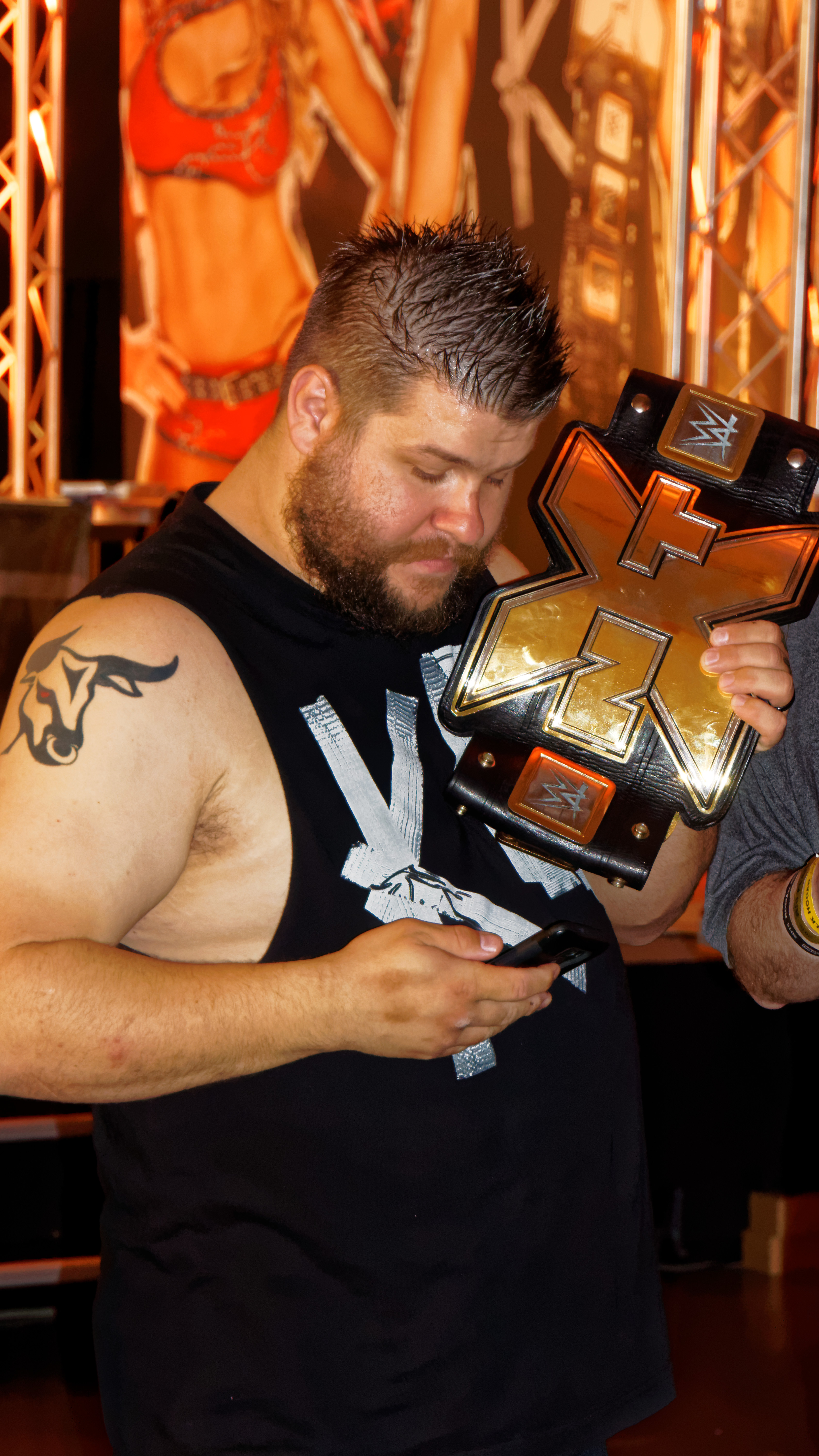
No Raw após o Payback, Kevin Owens fez sua estreia ao aceitar o desafio aberto pelo Campeonato dos Estados Unidos de John Cena.

Um dia após o Payback, no Raw de 18 de maio, Seth Rollins foi desafiado por Dean Ambrose para uma luta pelo Campeão Mundial dos Pesos-Pesados da WWE no Elimination Chamber, mas o campeão se recusou. Todavia, no final daquele programa, Ambrose atacou Rollins e fez a Authority (Triple H e Stephanie McMahon) lhe garantir uma luta pelo título. No fnal do confronto entre ambos no evento, Rollis (mais uma vez ajudado por Jamie Noble, Joey Mercury e Kane), usou o árbitro como escudo, de modo que este ficou inconsciente. Na sequência, após Ambrose aplicar seu movimento de finalização, o Dirty Deeds e tentar o pin, um novo juiz se dirigiu ao ringue para realizar a contagem com sucesso, declarando-o como o novo campeão. Porém o árbitro original se recompôs e desqualificou Rollins por sua atitude de o usar como proteção. Como na WWE os campeonatos não trocam de mãos com vitórias por desqualificação, Rollins manteve o cinturão mesmo sendo derrotado. Ambrose, revoltado com a situação, roubou o título para si. Isso gerou um novo combate entre eles, agora em uma luta de escadas no Money in the Bank, onde Rollins, sem qualquer tipo de auxílio, conseguiu vencer.
Também no Raw de 18 de maio, durante o desafio aberto pelo Campeonato dos Estados Unidos de John Cena, o campeão do NXT, Kevin Owens, fez sua estreia no plantel principal da empresa, criticando Cena e o título americano, afirmando que ele e o seu campeonato eram melhores, e então o atacou na sequência, pisando ainda sobre o cinturão dos Estados Unidos. Uma luta entre ambos ocorreu no Elimination Chamber, onde Owens ganhou. Eles voltaram a se enfrentar no Money in the Bank, e desta vez, Cena obteve a vitória; após o combate, este último tentou cumprimentar Owens em sinal de respeito, mas ele o atacou com seu movimento de finalização, o Pop-up Powerbomb, lesionando-o. Na noite seguinte, no Raw de 15 de junho, Owens desafiou Cena para uma luta pelo Campeonato dos Estados Unidos no Battleground, que ele veio a aceitar na semana posterior.
 Neste terceiro embate, Cena mais uma vez saiu com a vitória.
Enquanto isso, Lana justificou sua ação do Raw do dia seguinte ao Payback, explicando que Rusev havia dito "I Quit" ("eu desisto") ao árbitro em búlgaro, o que levou Rusev a demiti-la. Mais tarde naquela noite, Lana beijou Dolph Ziggler, que foi então atacado por Rusev. Em resposta, Lana deu um tapa no rosto de seu antigo aliado, transformando-se numa mocinha no processo, terminando assim a associação entre eles. Rusev, tentou se reconciliar no Raw de 25 de maio, mas sem sucesso, ele posteriormente veio a se aliar com Summer Rae. Após semanas de ataques mútuos entre os quatro, Ziggler e Rusev se enfrentaram no SummerSlam em 23 de agosto, onde ambos foram desqualificados por não voltarem ao ringue dentro da contagem de dez do árbitro.
Ainda como consequência do Payback, a New Day (Big E, Kofi Kingston e Xavier Woods) teve que defender o Campeonato de Duplas da WWE em uma luta Elimination Chamber no evento homônimo contra a Ascension (Konnor e Viktor), Los Matadores (Diego e Fernando), Lucha Dragons (Kalisto e Sin Cara), Tyson Kidd e Cesaro e os Prime Time Players (Titus O'Neil e Darren Young), sendo que eles venceram ao eliminar por último estes dois. Entretanto, no Money in the Bank, O'Neil e Young conquistaram os títulos. Já a equipe de Curtis Axel e Damien Sandow parou de personificar Randy Savage e Hulk Hogan após ser revelado um escândalo de racismo por parte de Hogan. Além de demiti-lo, a WWE removeu de suas mídias praticamente todas as referências a ele.